# Karl Schiller (författare)
Karl Gustaf Schiller, född 4 april 1887, död 11 maj 1958, var en svensk journalist och författare.
Schiller var vittberest, bland annat hade han varit i Persien och Finland, och skildrade Martin Ekströms äventyr som frivillig soldat. Han skrev även krigskorrespondenser.
Han är begravd på Fullestads kyrkogård.